# Végennes
Végennes település Franciaországban, Corrèze megyében. Lakosainak száma 174 fő (2022. január 1.). Végennes La Chapelle-aux-Saints, Curemonte, Queyssac-les-Vignes, Sioniac és Bétaille községekkel határos.

## Népesség
A település népessége az elmúlt években az alábbi módon változott:
| Lakosok száma | 242  | 200  | 181  | 167  | 167  | 175  | 181  | 180  | 179  | 174  |
|               | 1968 | 1982 | 1990 | 2006 | 2013 | 2015 | 2017 | 2019 | 2020 | 2022 |